# Monnechroma seabrai
Monnechroma seabrai là một loài bọ cánh cứng trong họ Cerambycidae.